# Solonópole
Solonópole is een gemeente in de Braziliaanse deelstaat Ceará. De gemeente telt 18.025 inwoners (schatting 2009).
De gemeente grenst aan Banabuiú, Jaguaretama, Jaguaribe, Quixelô, Acopiara, Dep Irapuan Pinheiro en Milhã.